# Selz (Ronchi dei Legionari)
Selz és una frazione dins del municipi de Ronchi dei Legionari, a la província de Gorizia, dins del Friül - Venècia Júlia. Forma part de la Bisiacaria.